# Leontyne Price
Mary Violet Leontyne Price (født 10. februar 1927) er en amerikansk operasanger (sopran). Hun er bedst kendt for sine roller i operaer af Verdi, først og fremmest Aida, som hun nærmest "ejede" i 30 år. Hendes internationale karriere var medvirkende til at mindske fordommene mod sorte amerikanere i 60'erne. Hun var ud af en ekstraordinær generation af sangere, som blandt andre talte Maria Callas, Joan Sutherland, Birgit Nilsson ogcc Montserrat Caballé. Price blev anerkendt som en af de bedste i Verdis, Puccinis og Mozarts lirico-spinto-roller.